# 女中ッ子 (映画)
『女中ッ子』（じょちゅうっこ）は、1955年に公開された田坂具隆監督の日本映画。
由起しげ子の同名小説が原作。1954年12月号『小説新潮』に発表、翌1955年6月26日日活映画として封切り。白黒、スタンダード・サイズ。単行本は『女中ッ子・この道の果に』（新潮社、1955年5月）

## あらすじ
山形から出てきた織本初は、加治木という会社を経営する家に女中として住み込む。加治木家には雪夫、勝見という兄弟とあきらという妹がいたが、雪夫は十四歳の優等生で、勝見は九歳で劣等生で、母の梅子からも差別待遇を受けている。初は特にこの勝見をかわいがり、初が正月に実家へ帰った時は、一人で上野駅から山形まで迎えに行った。だが、級友から「女中ッ子」とからかわれた勝見は、初に「そばによるなよ」と冷たい言葉をかけるのであった。

## スタッフ
以下のスタッフ名は特に記載がない限りKINENOTEに従った。
- 監督 - 田坂具隆
- 製作 - 芦田正蔵
- 原作 - 由起しげ子 小説「女中ッ子」 [3]
- 脚本 - 田坂具隆、須崎勝彌
- 撮影 - 伊佐山三郎
- 美術 - 木村威夫
- 音楽 - 伊福部昭
- 録音 - 中村敏夫[4][2]
- 照明 - 河野愛三
- 編集 - 辻井正則[4]

## キャスト
以下の出演者名と役名は特に記載がない限りKINENOTEに従った。
- 左幸子 - 織本初
- 伊庭輝夫 - 加治木勝見
- 田辺靖雄 - 加治木雪夫
- 轟夕起子 - 加治木梅子
- 佐野周二 - 加治木恭平
- 高田敏江 - 野村ひろ子
- 宍戸錠 - 若月
- 宮崎準 - 仁村先生
- 細川ちか子 - 野呂夫人
- 九谷常行 - 野呂新吾
- 土方弘 - 洗濯屋
- 千代京二 - 押売
- 八代康二 - 八百屋
- 渋沢準 - 勝実の友良一
- 伊丹慶治 - 初の父
- 東山千栄子 - 初の母
- 河合賞典 - 初の兄
- 小林一郎 - 初の弟
- 茅島静江 - 初の妹[2]
- 滝川まゆみ - 初の嫂（あによめ）
- 阪井一郎 - 助役川村[2]
- 高品格 - 生はげの赤鬼[2]
- 北林谷榮 - 雑貨屋の老婆[2]
- 山田禅二 - 生はげの青鬼[2]
- 天草四郎 - 馬方の八小父[2]
- 河合健二[2]
- 明美京子 - 東京の女[2]
- 大倉節美 - 初の友達[2]
- 菊野明子[2]
- 加藤温子 - バスの車掌[2]
- 井東柳晴[2]
- 光澤でん助 - 山田[2]
- 古田祥 - バスの運転手[2]
- 村田壽男 - 電車の乗客[2]
- 長谷川一男 - 悪童A[2]
- 長濱洋二 - 悪童B[2]
- 山本輝雄 - 悪童C[2]
- 紀原耕 - 運転手[2]
- 小泉郁之助 - 小学校の父兄[2]
- 雪岡純 - 小学校の父兄[2]
- 宮原徳平 - 列車の乗客[2]

## 受賞歴
- 1955年度 第29回キネマ旬報賞
  - 日本映画ベスト・テン7位 『女中ッ子』（田坂具隆監督）[5]

## リメイク

### 映画
- 1976年 『どんぐりッ子』 西河克己監督、森昌子主演 [6]

### テレビドラマ
以下の放送日時、テレビ局名、番組名、出演者名は、テレビドラマデータベースに従った。
- 1961年2月1日 21:00 - 21:45、TBSで放送。『女中っ子』。出演は山崎左度子、十朱久雄、桜むつ子、佐藤貴美雄、高友子、牧真史、玉川伊佐男、木下清、吉田勝美。
- 1962年2月20日 20:00 - 21:00、フジテレビ『シャープ火曜劇場』で放送。『女中っ子』。出演は川口知子、池田秀一、水戸光子、大町文夫、鈴木瑞穂、中川一二三、神田正夫、杉村俊博、河野彰。
- 1963年11月17日 22:00 - 23:00、NET『シオノギ日本映画名作ドラマ』で放送。『女中っ子』。出演は田上和枝、野中繁雄、中村伸郎、木暮実千代、青木勇嗣、八代万智子、荒木道子。
- 1968年5月5日 21:30 - 22:30、TBSで放送。『女中ッ子』。出演は樫山文枝、浜木綿子、中野一章、中村俊一、石崎恵美子。
- 1973年1月6日 - 27日、NHK少年ドラマシリーズ「はつさんハーイ！」としてドラマ化。

脚本・高橋玄洋
演出・花房実
音楽・真鍋理一郎
- 主な出演

四方正美、高千穂ひずる（高千穂ひづる）、簾内滋之（すのうち滋之）、後藤ルミ（後藤ルミ子）、橋爪功

## 刊本
- 『女中ッ子・この道の果に』 (小説文庫) 新潮社, 1955
- 『女中っ子』(ジュニア版日本文学名作選）松井行正絵. 偕成社, 1966
- 『現代文学大系 第65 (現代名作集 3)』筑摩書房, 1968
- 『日本の文学 第80 (名作集 4)』中央公論社, 1971
- 『森茉莉・由起しげ子・萩原葉子』 (女性作家シリーズ）角川書店, 1998.6